# Pöszörlégyfélék
A pöszörlégyfélék vagy gyapjaslegyek (Bombyliidae)  a légyalkatúak alrendjében (Brachycera), a rablólégyalakúak (Asilomorpha) alrendágának egyik családja több mint 4500 fajjal. Korábbi állatrendszerekben az egyenes bábrésű legyek (Orthorrhapha) osztagában szerepeltek a Heterodactyla öregcsaládban, nagyjából a ma is elfogadott rokoni viszonyaiknak megfelelően.

## Származásuk, elterjedésük
Az egész világon elterjedtek.

## Megjelenésük, felépítésük
Általában közepes termetű rovarok. Gömbölyded testüket rendszerint vastag szőrbunda fedi, és pikkelyeik is vannak. Mind a pikkelyek, mind a szőrök igen sérülékenyek és törékenyek, ezért a szép, teljesen ép szőrzetű egyedek még a fiatalabb állatok között is ritkák.
Szájszervük hosszú, előreálló. A szegélyes pöszörlégy (Bombylius major) szívókája 10 mm-esre is megnőhet. A feketefarú pöszörlégy (Bombylius discolor) szívókája még hosszabb, eléri a 12 mm-t.

## Életmódjuk, élőhelyük
Kitűnően repülnek. A zengőlegyekhez hasonlóan képesek egy helyben repülni, mintegy lebegni. Így táplálkozásnak: akárcsak a szenderek vagy kolibrik, a virágok kelyhe előtt lebegve szívogatják a nektárt.
Lárváik paraziták, például hártyásszárnyúak felhalmozott táplálékkészletén élnek vagy parazitoidok (más rovarokban fejlődnek). A gyászlegyek méhfajok lárváiban fejlődnek ki, az Anthrax nem fajai hártyásszárnyúak lárváiban (például faliméhek fészkében, kakukkméhek lárváiban, mások sáskákban, megint mások lepkék hernyóiban vagy bogarak bábjaiban.
A hiperparazita fajok hernyókban élő fürkészek lárváiban fejlődnek. Vannak nem parazita lárvák is.
Repülés közben első és középső pár lábukat egyenesen előre meresztik, a hátsót pedig széttárják hátrafelé úgy, hogy lábfejízei felfelé álljanak.

## Szaporodásuk és egyedfejlődésük
Igen sajátos módon rakják petéiket. A sáskákban fejlődő fajok egyesítik 80–100 petéjüket, és a petecsomókat a gazdaállatok petetokjai mellé tojják. Mások repülés közben ejtik a petecsomókat a méhek fészkeibe vagy azok bejáratához közel. A nőstény homokszemeket gyűjt a potrohán lévő zacskóba, és azzal álcázza a petecsomót: ahogy a ragacsos peték áthaladnak a zacskón, a homokszemek rájuk tapadnak.
A petékből mozgékony kis lárvák kelnek ki, melyek a legkisebb repedéseken, nyílásokon, lyukakon is átbújnak, hogy megfelelő helyre juthassanak. A méhek fészkeiben élősködők először csak a tartalékokat fogyasztják, majd megtámadják a lárvákat is.

## Jelentőségük
A pöszörlegyek bizonyos szempontból igen jelentősek, de jelentőségük kettős: egyrészt hasznosak, mert pusztítják az ember szempontjából káros fajok lárváit és bábjait, például a haszonnövényeinket tizedelő hernyókat és sáskalárvákat. De elpusztítják több hasznos rovar (például fürkészdarazsak, fürkészlegyek) lárváit is, amivel sok kárt is okoznak.

## Alcsaládjaik
| - Anthracinae - Antoniinae - Bombyliinae - Crocidiinae | - Cythereinae - Ecliminae - Heterotropinae - Lomatiinae | - Mariobezziinae - Oligodraninae - Oniromyiinae - Phthiriinae | - Tomomyzinae - Toxophorinae - Usiinae - Xenoprosopinae |